# Mortroux
|  | Per a altres significats, vegeu «Mortròu». |

Mortroux (en való Mwètroû) és un antic municipi de Bèlgica a la Província de Lieja, a la desembocadura del Ri d'Asse amb el Berwijn. El 1977 va fusionar-se amb Dalhem. El 2008 tenia 597 habitants i una superfície de 316 ha.

## Història
El 817, Lluís I el Pietós, fill de Carlemany, va donar Mortoriolus a l'abadia de Kornelimünster prop d'Aquisgrà. El 881 Mortoriol va ser devastat pels Vikings. Al segle xiii passà al ducat de Limburg. El 1288, Joan I de Brabant ocupà el feu. Al segle xiv passç als ducs de Borgonya i al segle xiv als Habsburguesos espanyols. El 1665, l'abadia de Kornelimünster recompra el poble del rei de Castella Carles II de Castella. Fins a la fi de l'antic règim pertanyia al tribunal de Herve dins el ducat de Limburg. És l'únic nucli del Dalhem actual que no va fer part del País de Dalhem històric. La revolució francesa va suprimir el Ducat de Limburg i crear el municipi de Mortroux dins el departament de l'Ourte. El 1815 passà al Regne Unit dels Països Baixos i el 1830 a Bèlgica i va continuar existint fins que l'1 de gener de 1977 van fusionar amb Dalhem.
Ara com antany, l'activitat principal del poble és l'agricultura amb la cultura típica del País de Herve: fruita, bestiar, llet i els seus derivats.

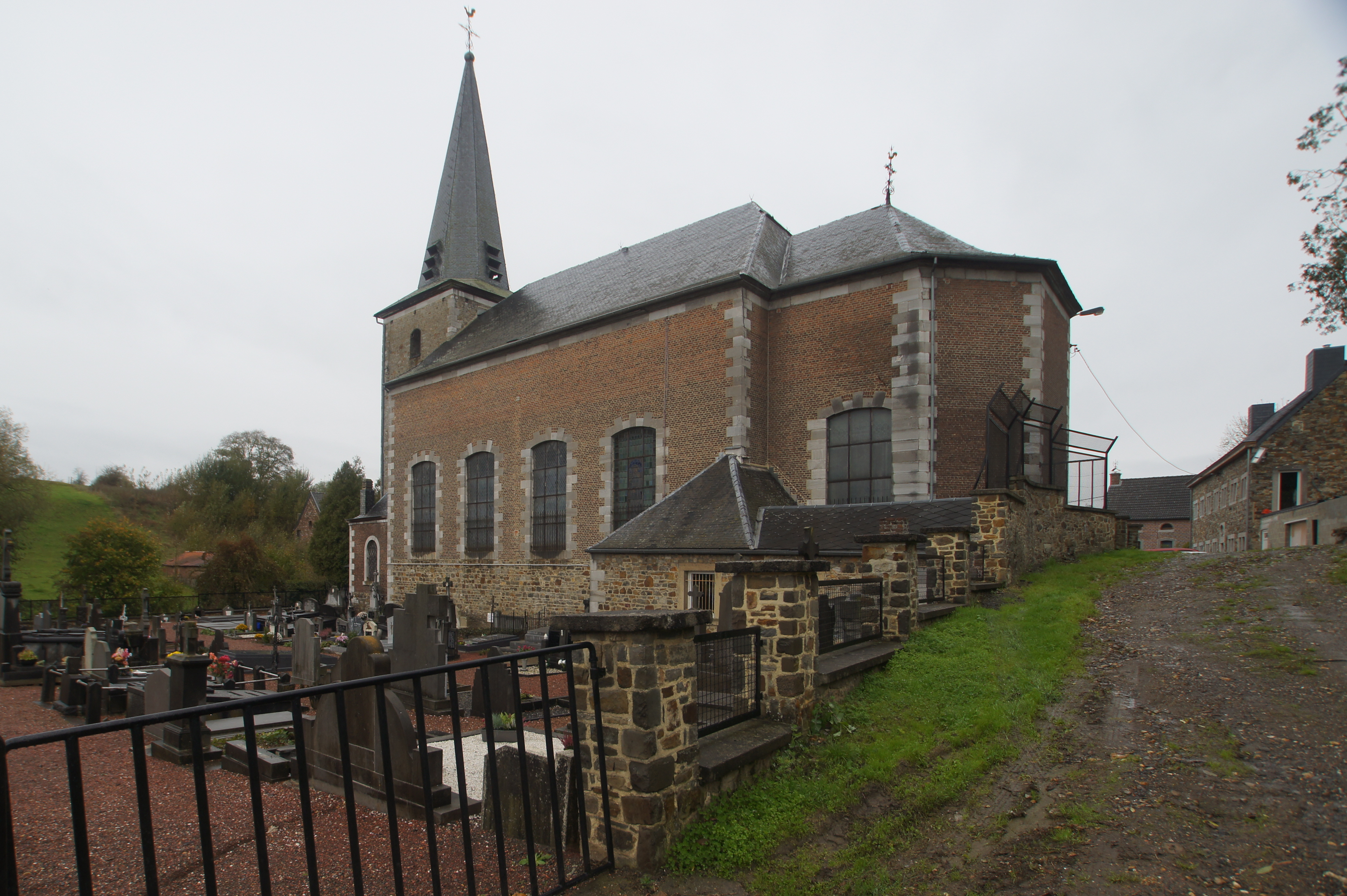
Església de Llúcia de Siracusa
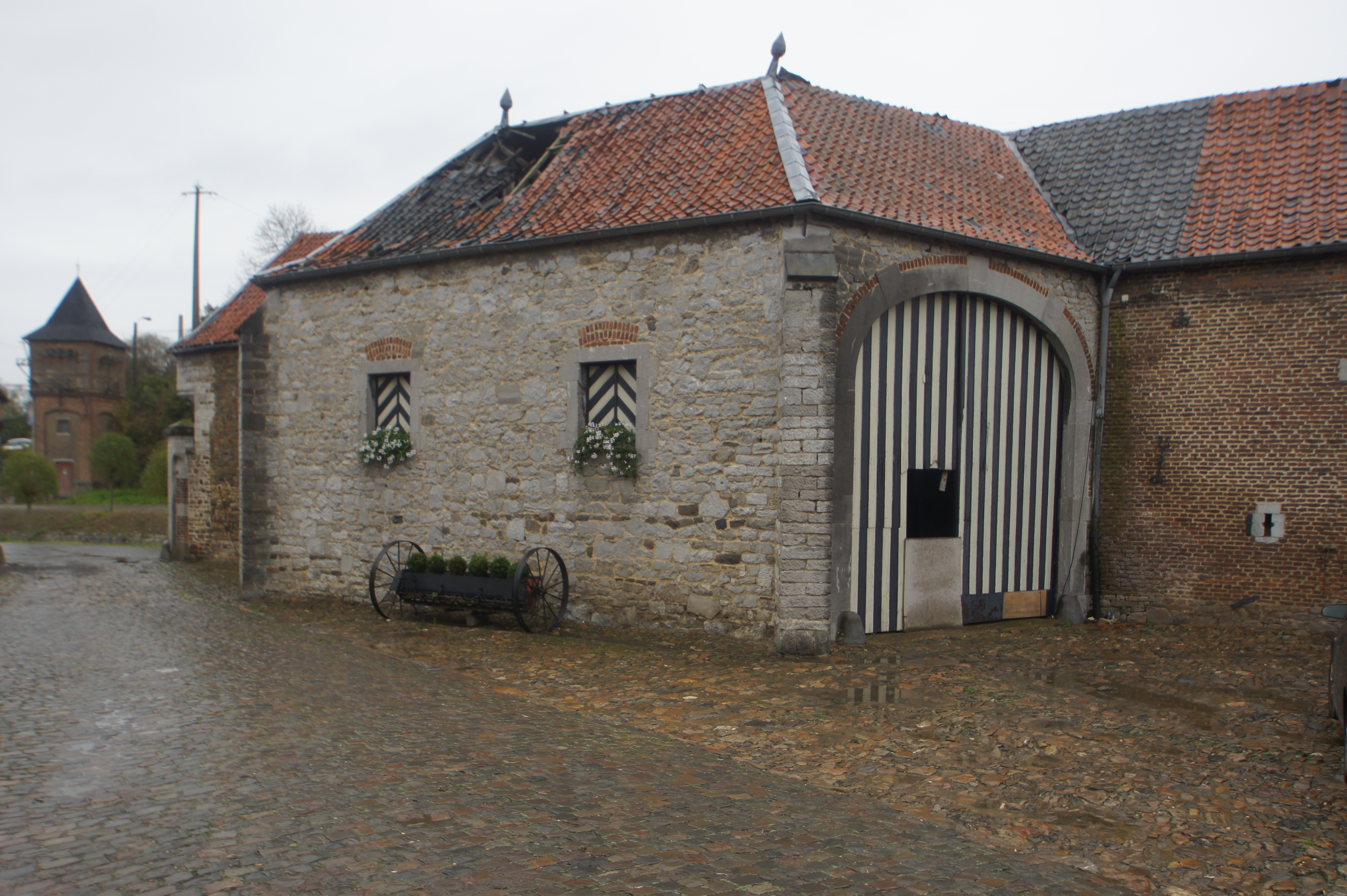
Graner de la masia Cavalerissa Ri d'Asse
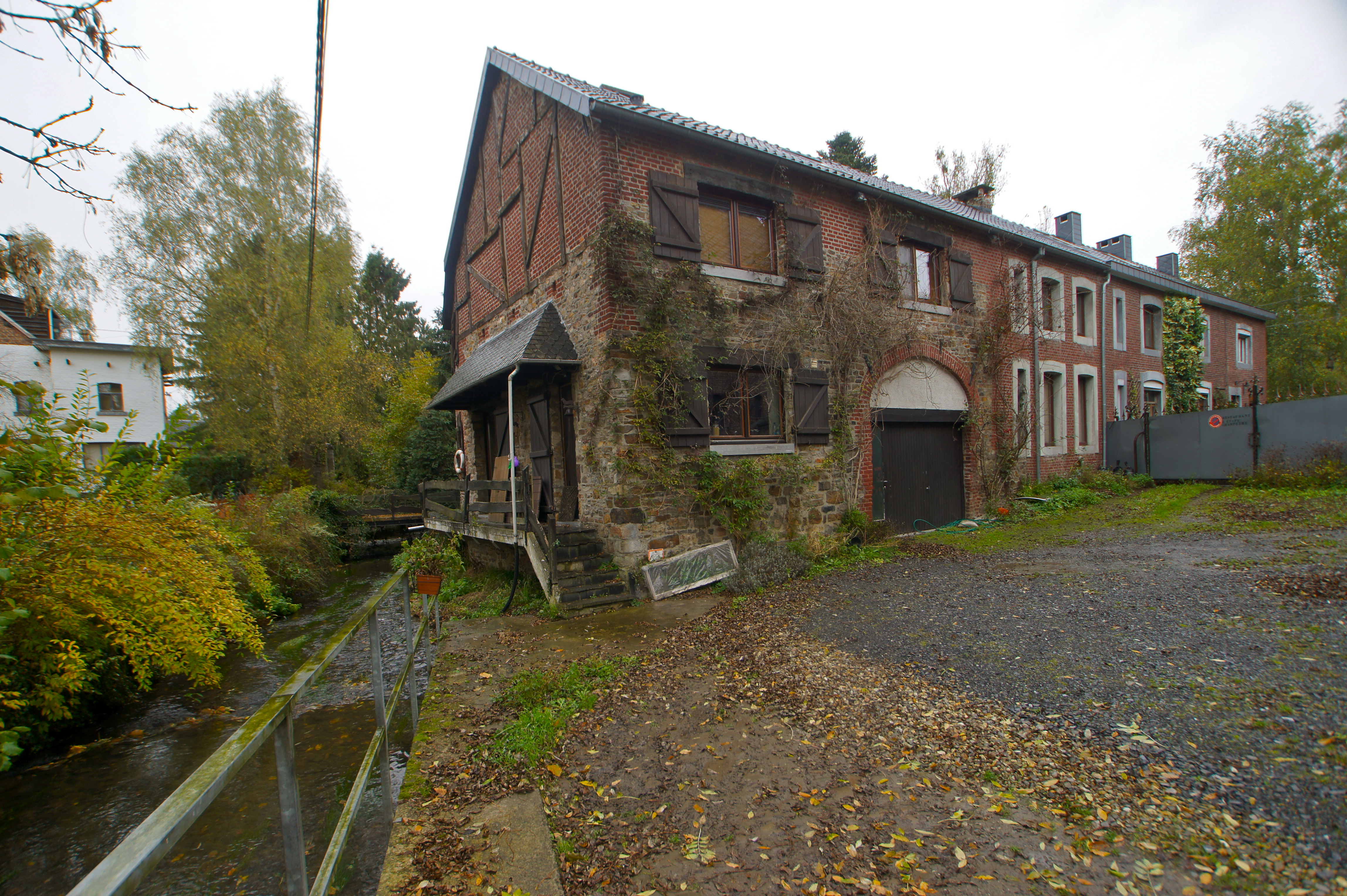
Cases al marge del Ri d'Asse
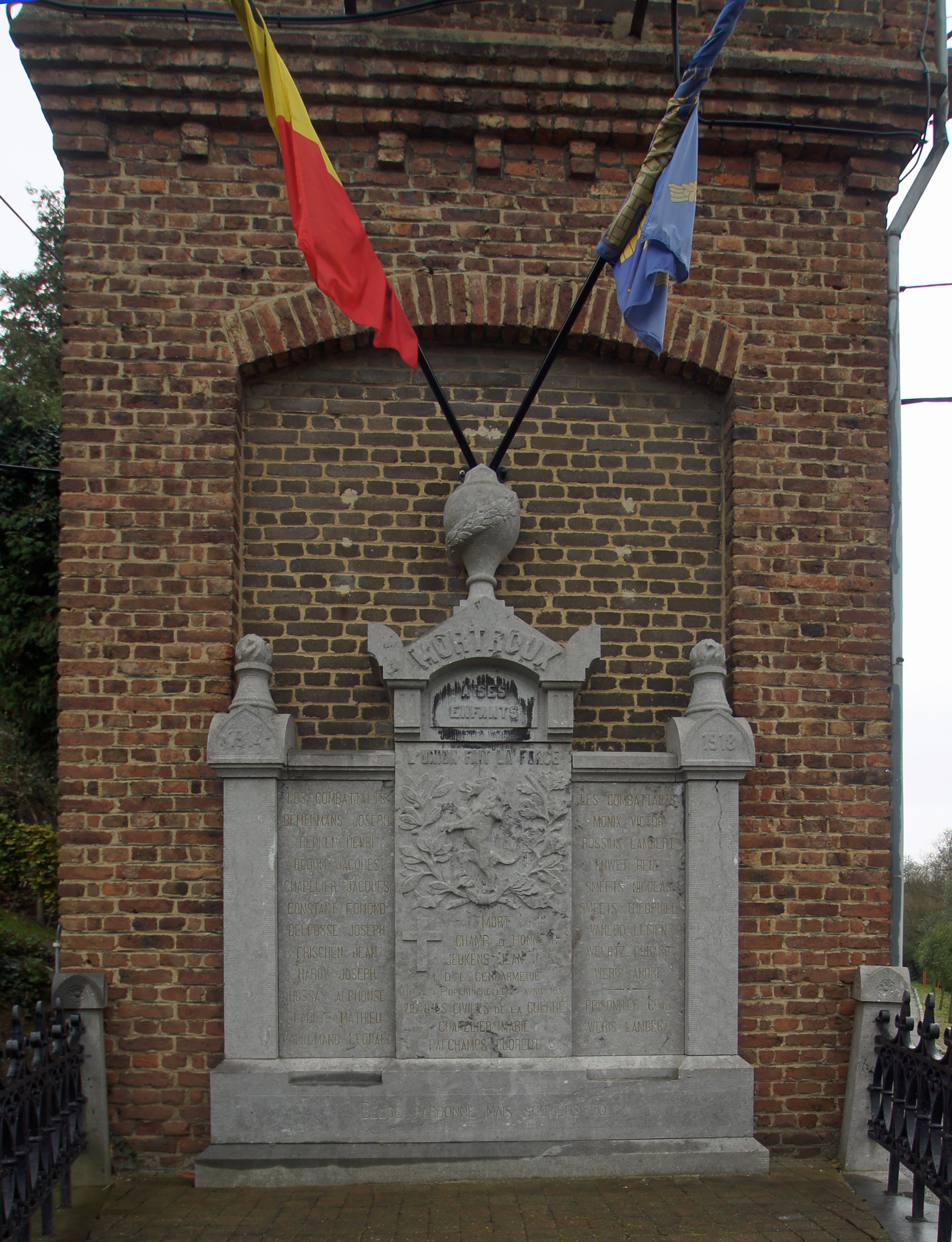
Monument a les víctimes de la Primera Guerra Mundial

## Llocs d'interès
- El Bosc de Mortroux de 36 hectàrees, estimat pels passejants i els genets

## Fills predilectes
- Léon Radermecker (1904-1985), enginyer de les mines [cal citació]